# Hrabstwo Knox (Kentucky)

Piramida wieku hrabstwa

Hrabstwo Knox – hrabstwo w USA, w stanie Kentucky. Według danych z 2010 roku, hrabstwo zamieszkiwały 31883 osoby. Siedzibą hrabstwa jest Barbourville.

## Miasta
- Barbourville
- Corbin

## CDP
- Artemus
- Flat Lick
- North Corbin